# 王金茂
王金茂（1913年—2002年3月21日），是一位出身宜蘭的公共衛生專家。他是第十七屆醫療奉獻獎得主之一。
父親：范阿成 母親：王烏毛
范家有四男七女，
王金茂由於父親范阿成入贅源故，從母姓
王金茂是長子 
二弟范金沺
三弟范滄榕
四弟范滄淵

## 生平

### 早年生活
王金茂在少年時留學日本完成初中及高中學業，後入慶應義塾大學醫學院就讀。畢業後，他留校擔任研究員及講師。
台灣光復後，王金茂於臺灣省行政長官公署衛生局任職，先後負責防疫、醫政業務。臺灣省政府衛生處成立後，他改任該處技術室主任。
1948年，王金茂公費留學哥倫比亞大學，並於其後取得該校所頒之公共衛生博士學位。
返回臺灣後，王金茂在臺灣省立基隆醫院擔任院長達二十年，後又出任臺灣省立臺南醫院院長達二十三年。
1968年，王金茂發起「醫院行政協會」，開始推動醫院之間交流觀摩的風氣。

### 擔任署長
1971年，王金茂擔任行政院衛生署(簡稱「衛生署」)成立後首任副署長。
1972年，王金茂出任臺灣省政府衛生處處長職務，後於1974年升任衛生署署長。1975年，他開始要求依法行政，逐步清除因時空背景所產生的非正規醫師；同時，衛生署開始明確定義「醫療行為」、「醫療業務」範圍，訂定《醫師懲戒辦法》、成立醫師懲戒委員會。
此後，王金茂更推動制訂《醫院診所設置標準》、《醫院診所管理辦法》、《醫院診所收費標準》等規範，同時針對醫療廣告、醫療院所名稱等實行嚴格規範。
此外，王金茂也在署長任內推動「教學醫院評鑑」制度。

### 退休及晚年
1984年，王金茂正式宣告退休；他隨後受中國醫藥學院董事長陳立夫請託規劃設立臺灣地區首家醫院管理研究所，並親自為學員授課。
1992年，王金茂罹患肝癌，隨後接受手術將患部切除。
2001年底，王金茂肝癌復發。2002年3月21日，他病逝於臺北。

## 其他事蹟
- 推動臺灣地區原隸屬各鄉鎮級行政單位的衛生所改隸各縣市衛生局。
- 推動「加強農村醫療保健計畫」、「地方醫護人員養成計畫」，擴充衛生所所需設備、普及設立省立醫院，並由省立醫院輪派醫師到衛生所服務，更遊說地方醫師公會支援偏遠地區巡迴醫療。
- 推動家庭計畫。
- 推動肝炎防治；如在預防醫學研究所設置肝炎實驗室、派人前往美國學習抗原純化技術、成立肝炎防治委員會、通過疫苗臨床實驗計畫等。
- 推動設置預防醫學研究所、藥物食品檢驗局。
- 推動完成《食品衛生管理法》的制訂，以及食品添加物、農藥殘留量的相關規範，還有《醫師法》、《藥師法》的修正、《衛生署組織法》的擴修。
- 推動制定《空氣污染防治法》、《水污染防治法》，提出「公害防治先驅計畫」，建立環境影響評估制度，訂定各種污染物、廢氣排放標準等，更為籌措環境衛生經費而擬訂隨水費徵收清潔規費。
- 開辦中沙醫療合作計畫，派出「醫院管理顧問團」協助沙烏地阿拉伯經營吉達、霍埠等兩所綜合醫院。
- 在臺灣省立臺南醫院任內親自嘗試住院病患的「三等客飯」，以協助改進伙房業務。[1]

## 事件
- 當新生兒B型疫苗接種政策開始實施於臺灣地區時，當地各界曾論辯該政策是否以下一代為「白老鼠」，中華民國監察院更有委員開始著手調查該政策是否有行政疏失；隨後，王金茂成功說服行政院長孫運璿、政務委員李國鼎等支持臨床研究計畫，並因而促成其後的全面接種政策。[1]

## 紀念

### 獎項
- 王金茂醫管論文獎[3][4]

## 外部鏈結
- 王金茂-名人介紹 - 名言佳句小百科 （页面存档备份，存于）